# Eurypetalum
Eurypetalum es un género de plantas fanerógamas de la familia Fabaceae. Es originario de África.

## Especies
A continuación se brinda un listado de las especies del género Eurypetalum aceptadas hasta mayo de 2011, ordenadas alfabéticamente. Para cada una se indica el nombre binomial seguido del autor, abreviado según las convenciones y usos.
- Eurypetalum batesii Baker f.
- Eurypetalum tessmannii Harms
- Eurypetalum unijugum Harms